# Pic de Bassiero
El Pic de Bassiero, és una muntanya de 2.543 metres que es troba entre els municipis d'Alt Àneu, a la comarca del Pallars Sobirà i l'Arieja a França.